# Federación de Fútbol de la Región de Murcia
La Federación de Fútbol de la Región de Murcia (FFRM), fundada en el año 1924, es una entidad asociativa privada, de servicio público, afiliada a la Real Federación Española de Fútbol (RFEF), y que tiene como finalidad organizar o tutelar las competiciones oficiales dentro de la Región de Murcia, ya sean de fútbol, fútbol sala o fútbol playa.
La sede principal de la FFRM se encuentra en Murcia, en la calle Cabecicos n.º 8, donde se agrupan los distintos comités.

## Historia
Antes de la creación de la Federación de Fútbol de la Región de Murcia, en 1919 la Federación Valenciana de Fútbol absorbió a los clubes de las regiones de Murcia y Albacete y pasó a denominarse Federación de Fútbol de Levante o también llamada Federación Levantina. En esta federación jugaban equipos de las regiones de Valencia (las provincias de Castellón, Valencia y Alicante) y Murcia (las provincias de Murcia y Albacete) y era la encargada de organizar el Campeonato de Levante de Fútbol y de convocar a la Selección de fútbol de Levante.
El 27 de julio de 1924 los clubes murcianos y albaceteños se segregaron de la Federación Levantina creando el 7 de septiembre de 1924, la Federación Regional Murciana de Clubes de Foot-ball, la cual modificó en su denominación el término´"Foot-ball" por el de "Fútbol" en 1941, y permaneció bajo ese nombre hasta que en 1990 adoptó la denominación actual.
En un principio se dieron de alta 29 clubes correspondientes a 17 localidades de Murcia y Albacete.
El ámbito territorial de la nueva federación se fue ampliando al incorporarse en 1928 la mayor parte de los clubes de la provincia de Alicante, en 1932 los de la provincia de Almería, y en 1933 los de las comarcas granadinas de Baza y La Sagra.
El ámbito de la Federación se redujo en 1939 al incorporarse los clubes almerienses y granadinos a la Federación Andaluza de Fútbol. Mayor impacto tuvieron la incorporación en 1977 de la mayoría de clubes alicantinos a la Federación Valenciana, y la de los albaceteños a la recién creada Federación de Fútbol de Castilla-La Mancha en 1986. Finalmente, con la incorporación de los últimos clubes del sur de la provincia de Alicante a la Federación Valenciana en 1990, la Federación Murciana quedó restringida al territorio de su propia comunidad autónoma, adoptando el nombre oficial de esta: Federación de Fútbol de la Región de Murcia.

### Reseña organizativa de las federaciones históricas
|           | Región de Levante                           | Región de Valencia                              | Región de Murcia                            |
| --------- | ------------------------------------------- | ----------------------------------------------- | ------------------------------------------- |
| 1909-19   | —                                           | Federación Valenciana de Clubes de Foot-Ball    | —                                           |
| 1919-24   | Federación Levantina de Clubes de Foot-Ball | Federación Regional Valenciana (Sección Norte)  | Federación Regional Levantina (Sección Sur) |
| 1924-40   | —                                           | Federación Regional Valenciana (Sección Norte)  | Federación Regional Murciana (Sección Sur)  |
| 1940-90   | —                                           | Federación Territorial Valenciana de Fútbol     | Federación Murciana de Clubes de Fútbol     |
| 1990-Act. | —                                           | Federación de Fútbol de la Comunidad Valenciana | Federación de Fútbol de la Región de Murcia |

## Campeonato regional
Es difícil entender lo sucedido en los campeonatos regionales en la zona murciana sin aludir al Campeonato Regional de Levante. Debido a la implantación en 1919 de la federación levantina, que agrupaba a conjuntos de las provincias valencianas y la Región de Murcia —formada entonces por las provincias de Murcia y Albacete—, se disputaron dos campeonatos subregionales denominados Sección Norte para los valencianos y Sección Sur para los murcianos. Tras dilucidar cada uno su campeón, estos disputaban un encuentro para definir al que era proclamado como campeón regional de Levante. En varias ediciones, se diferenció subregionalmente a los equipos de Castellón, que contendieron también para el título final.
Nombres y banderas de los equipos según la época.
| Temporada             | Campeón                  | Campeón Sección Castellón | Campeón Sección Norte                     | Resultado             | Campeón Sección Sur     | Notas                                                            |
| Campeonato de Levante | Campeonato de Levante    | Campeonato de Levante     | Campeonato de Levante                     | Campeonato de Levante | Campeonato de Levante   | Campeonato de Levante                                            |
| --------------------- | ------------------------ | ------------------------- | ----------------------------------------- | --------------------- | ----------------------- | ---------------------------------------------------------------- |
| 1918-19               | C. D. Aguileño           | —                         | España de Valencia F. C. Gimnástico F. C. |                       | C. D. Aguileño          | Desconocido quien disputó el campeonato por la Sección Norte.    |
| 1919-20               | No disputado.            | —                         | Gimnástico F. C.                          |                       | Cartagena F. C.         |                                                                  |
| 1920-21               | Levante de Murcia F. C.  | Cervantes F. C.           | Gimnástico F. C.                          |                       | Levante de Murcia F. C. | Sección Norte disputado entre campeones de Castellón y Valencia. |
| 1921-22               | España de Valencia F. C. | —                         | España de Valencia F. C.                  |                       | Levante de Murcia F. C. |                                                                  |
| 1922-23               | Valencia F. C.           | —                         | Valencia F. C.                            |                       | Murcia F. C.            |                                                                  |
| 1923-24               | C. N. Alicante           | —                         | Gimnástico F. C.                          |                       | C. N. Alicante          |                                                                  |
| 1924-25               | Valencia F. C.           | C. D. Castellón           | Valencia F. C.                            |                       | C. N. Alicante          | Se incluyó la Sección Centro, pasando a ser la Norte Castellón.  |

## Junta directiva de la FFRM
| Cargo                  | Nombre                         |
| ---------------------- | ------------------------------ |
| Presidente             | José Miguel Monje Carrillo     |
| Vicepresidente         | Bartolomé Molino López         |
| Vicepresidente         | Ramón Sánchez Herrero          |
| Vicepresidente         | Juan Nicolás Sánchez           |
| Tesorero               | Pedro Ángel Sáez Monje         |
| Secretario General     | José Francisco Fernández Soria |
| Asesor Jurídico        | Salvador Rincón Gallart        |
| Jefe de Administración | Juan José Villanueva Molina    |
| Jefe de Prensa         | Pedro Julio de Zafra Rosillo   |
| Vocal                  | 28 vocales                     |

## Comités
A su vez, la Federación de Fútbol de la Región de Murcia se divide en distintos comités:

### Árbitros de fútbol
Se encarga de dirigir a los árbitros de fútbol de la Región de Murcia, ya sea impartiendo clases a los nuevos árbitros o designando los partidos a cada árbitro.
Junta directiva
| Cargo                                   | Nombre                      |
| --------------------------------------- | --------------------------- |
| Presidente                              | Javier Lozano Segado        |
| Vicepresidente - Director de la escuela | Antonio Martínez González   |
| Secretario                              | Julio Almendro Granero      |
| Director Técnico                        | Gregorio Bernabé García     |
| Vocal de disciplina                     | Francisco José Gómez Liarte |
| Vocal de informes                       | Francisco José Gómez Liarte |
| Vocal - Coordinador Primera Territorial | Patricio Belmonte García    |

Delegaciones
Cuenta con delegaciones territoriales en:
- Cartagena
  - Delegado: Juan Alonso Marchena

- Lorca
  - Delegado: Alberto Hernández Ferrer

- Noroeste
  - Delegado: Tomás Moya De Egea

- Mar Menor
  - Delegado: Pedro Murcia Iniesta

- Altiplano

- Murcia

### Entrenadores
Se encarga de dirigir a los entrenadores de la Región de Murcia.
Junta directiva
| Cargo                      | Nombre                     |
| -------------------------- | -------------------------- |
| Presidente                 | Manuel Redón Senac         |
| Vicepresidente             | Antonio José García Molina |
| Vocal                      | Manuel Fernández Melgarejo |
| Vocal                      | Antonio Caravaca Moreno    |
| Vocal                      | Eduardo Martínez Caro      |
| Vocal                      | Pedro Tristante Oliva      |
| Secretario                 | Ángel Calles Martín        |
| Delegado Noroeste          | Rosendo Berengui Álvarez   |
| Delegado Cartagena         | Eduardo Martínez Caro      |
| Delegado Altiplano         | José Luis Torres Alfaro    |
| Delegado Lorca-Guadalentín | Joaquín Arregui Cano       |

### Escuela de entrenadores
Se encarga de impartir clases a los nuevos entrenadores de la Región de Murcia.
Junta directiva
| Cargo                         | Nombre                     |
| ----------------------------- | -------------------------- |
| Director                      | Antonio José García Molina |
| Vicedirector jefe de estudios | Gerardo León Albert        |
| Jefe de estudios              | José María Escudero Ferrer |
| Secretario                    | Pedro Andreu Hernández     |
| Delegado de zona              | Domingo Egea Bruno         |
| Delegado de zona              | José Luis Torres Alfaro    |
| Coordinador                   | Pedro Tristante Oliva      |

### Fútbol sala
Se encarga de organizar o tutelar las competiciones de fútbol sala de la Región de Murcia.
Junta directiva
| Cargo                                       | Nombre                     |
| ------------------------------------------- | -------------------------- |
| Presidente                                  | Luciano Herrero Fernández  |
| Vicepresidente de selecciones territoriales | Antonio Emilio Huelbes Ros |
| Vicepresidente de fútbol sala femenino      | Diego López Abad           |
| Vicepresidente de fútbol sala aficionado    | José Alfonso Montiel Jaén  |
| Vocal                                       | 17 vocales                 |

### Árbitros de fútbol sala
Se encarga de dirigir a los árbitros de fútbol sala de la Región de Murcia.
Junta directiva
| Cargo                                     | Nombre                    |
| ----------------------------------------- | ------------------------- |
| Presidente                                | Alejandro Martínez Flores |
| Vicepresidente                            | Noelia Clemente Gutiérrez |
| Vocal de capacitación técnica y formación | Alejandro Martínez Flores |
| Vocal de pruebas físicas                  | Ángel A. Cerezo Martínez  |
| Vocal de bases                            | Manuel Hidalgo Marín      |
| Secretario                                | Francisco Lorca Pérez     |

### Antiviolencia
Junta directiva
| Cargo                     | Nombre                         |
| ------------------------- | ------------------------------ |
| Presidente                | Bartolomé Molino López         |
| Estamento de Fútbol Base  | Juan Nicolás Sánchez           |
| Estamento de Árbitros     | Javier Martínez Noguera        |
| Estamento de Entrenadores | Manuel Morillas Sánchez        |
| Secretaria                | María José Peñarrubia Caravaca |